# Montoliu de Perellós
El Montoliu de Perellós, o Montolier de Pèrillos (Montoulié de Périllou en francès), és un turó de la Serra de Perellós, per dessobre del poble del mateix nom, a la comuna nord-catalana d'Òpol i Perellós.
És al límit amb els termes occitans d'Embres e Castelmaur i de Fulhan, tots dos del Cantó de Durban de las Corbièras), al Narbonès. És el punt més septentrional del Rosselló i, per extensió, de tota Catalunya i dels Països Catalans. En el seu cim hi ha una edificació amb un dels 18 radars francesos de vigilància meteorològica i d'incendis amb una cobertura d'entre 100 i 200 quilòmetres.
Aquest cim esta inclòs al llistat dels 100 cims de la FEEC.